# Elaine Stritch
Elaine Stritch (Detroit, 2 de fevereiro de 1925 — Birmingham, Michigan, 17 de julho de 2014) foi uma atriz e cantora norte-americana. Estrelou peças de teatro, musicais, filmes e centenas de programas de televisão. Tornou-se conhecida por sua performance de The Ladies Who Lunch no musical Company de Stephen Sondheim de 1970, seu show Elaine Stritch at Liberty e, recentemente, por seu papel como Colleen a mãe de Jack Donaghy na série de televisão 30 Rock da emissora NBC. Stritch foi indicada para o Tony Award quatro vezes em diversas categorias, e ganhou o prêmio pelo show Elaine Stritch at Liberty.

## Filmografia
- The Scarlet Hour (1956)
- Three Violent People (1956)
- A Farewell to Arms (1957)
- The Perfect Furlough (1958)
- Kiss Her Goodbye (1959)
- Who Killed Teddy Bear? (1965)
- Too Many Thieves (1967)
- Pigeons (1970)
- The Spiral Staircase (1975)
- Providence (1977)
- September (1987)
- Cocoon: The Return (1988)
- Cadillac Man (1990)
- Out to Sea (1997)
- Krippendorf's Tribe (1998)

(1999)
- Screwed (2000)
- Small Time Crooks (2000)
- Autumn in New York (2000)
- Broadway: The Golden Age, by the Legends Who Were There (2003)
- The Needs of Kim Stanley (2005)
- Monster-in-Law (2005)
- Romance & Cigarettes (2005)
- Broadway: Beyond the Golden Age (2011)
- ParaNorman (2012)